# Thaumaglossa jendeki
Thaumaglossa jendeki is een keversoort uit de familie spektorren (Dermestidae). De wetenschappelijke naam van de soort werd in 2003 gepubliceerd door Háva.